# Kevin Van Den Kerkhof
Kevin Daniel Van Den Kerkhof Guitoun (tiếng Ả Rập: كيفن دانيال فان دن كيركوف جيتون; sinh ngày 14 tháng 3 năm 1996) là một cầu thủ bóng đá chuyên nghiệp hiện tại đang thi đấu ở vị trí hậu vệ cánh phải cho câu lạc bộ Metz tại Ligue 2. Sinh ra tại Pháp, anh thi đấu cho Đội tuyển bóng đá quốc gia Algérie.

## Sự nghiệp thi đấu
Là một sản phẩm của lò đào tạo Valenciennes, Van Den Kerkhof bắt đầu sự nghiệp tại câu lạc bộ Aulnoye vào năm 2014, trước khi chuyển sang đội dự bị của Lorient vào năm 2015. Sau một chấn thương nặng, anh trở lại Feignies Aulnoye, trước khi chuyển đến Bỉ, tại câu lạc bộ La Louvière vào năm 2017. Năm 2019, anh chuyển đến Olympic Charleroi tại Giải bóng đá Hạng Nhất quốc gia Bỉ. Sau một mùa giải ở đó, anh chuyển đến câu lạc bộ F91 Dudelange, nơi anh ghi 17 bàn thắng và có 13 pha kiến tạo trong hai mùa giải. Vào ngày 12 tháng 5 năm 2022, anh trở lại Pháp với câu lạc bộ Bastia tại Ligue 2. Anh ra mắt chuyên nghiệp cho đội bóng trong trận thua 2–0 tại Ligue 2 trước Laval vào ngày 30 tháng 7 năm 2022.

## Sự nghiệp quốc tế
Sinh ra tại Maubeuge, Van Den Kerkhof có cha là người Algérie và mẹ là người Pháp. Anh đã được gọi lên Đội tuyển bóng đá quốc gia Algérie vào tháng 3 năm 2023 cho 2 trận đấu tại vòng loại Cúp bóng đá châu Phi gặp Niger.

## Đời tư
Van Den Kerkhof sử dụng tên Kevin Guitoun ở Algérie. Anh là bạn thân của tuyển thủ người Pháp, Benjamin Pavard. Anh được sinh ra trước 2 tuần tại cùng một thị trấn nhỏ của Maubeuge.

## Danh hiệu
La Louvière
- Giải hạng Hai Nghiệp dư Bỉ: 2018–19

F91 Dudelange
- Giải bóng đá vô địch quốc gia Luxembourg: 2021–22; á quân: 2020–21
- Á quân Cúp Luxembourg: 2021–22

Cá nhân
- UNFP Ligue 2 - Đội hình tiêu biểu của mùa giải: 2022–23[10]